# Гвардейская площадь (Ростов-на-Дону)
Гвардейская площадь — одна из площадей Ростова-на-Дону, находящаяся в Ленинском районе города посредине улицы Красноармейской. Названа в честь героев-гвардейцев освободителей города Ростова-на-Дону в 1943 году.

## Памятник воинам-танкистам
В центре площади установлен танк Т-34 в честь бойцов 3-го гвардейского танкового корпуса, 2-го гвардейского и 5-го гвардейского Зимовниковского механизированного корпусов, танкистов 6-й гвардейской танковой бригады, а также 34-й гвардейской стрелковой дивизии, освободивших город Ростов-на-Дону от немецко-фашистских захватчиков 14 февраля 1943 года. Памятник открыт в ноябре 1967 года. Его авторы — архитекторы Г. А. Григорьев и Н. Н. Нерсесьянц.
На постаменте установлена реальная боевая машина, одна из действующих гвардейской части Северной группы войск, дислоцировавшейся в Польше (бывшая 6-я танковая бригада). Танк был отремонтирован в Миллерово на ремонтном заводе, откуда своим ходом приехал в Ростов-на-Дону, самостоятельно въехав на пьедестал. В конце 1980-х годов памятник ремонтировался, при этом боевая машина снова своим ходом прибыла на ревизию и вернулась обратно.
Вокруг памятника находится большая, покрытая травой территория с деревьями и разбитой цветочной клумбой. Каждый год, 9 мая, здесь проходит торжественный митинг с возложением цветов.

Мемориальная табличка
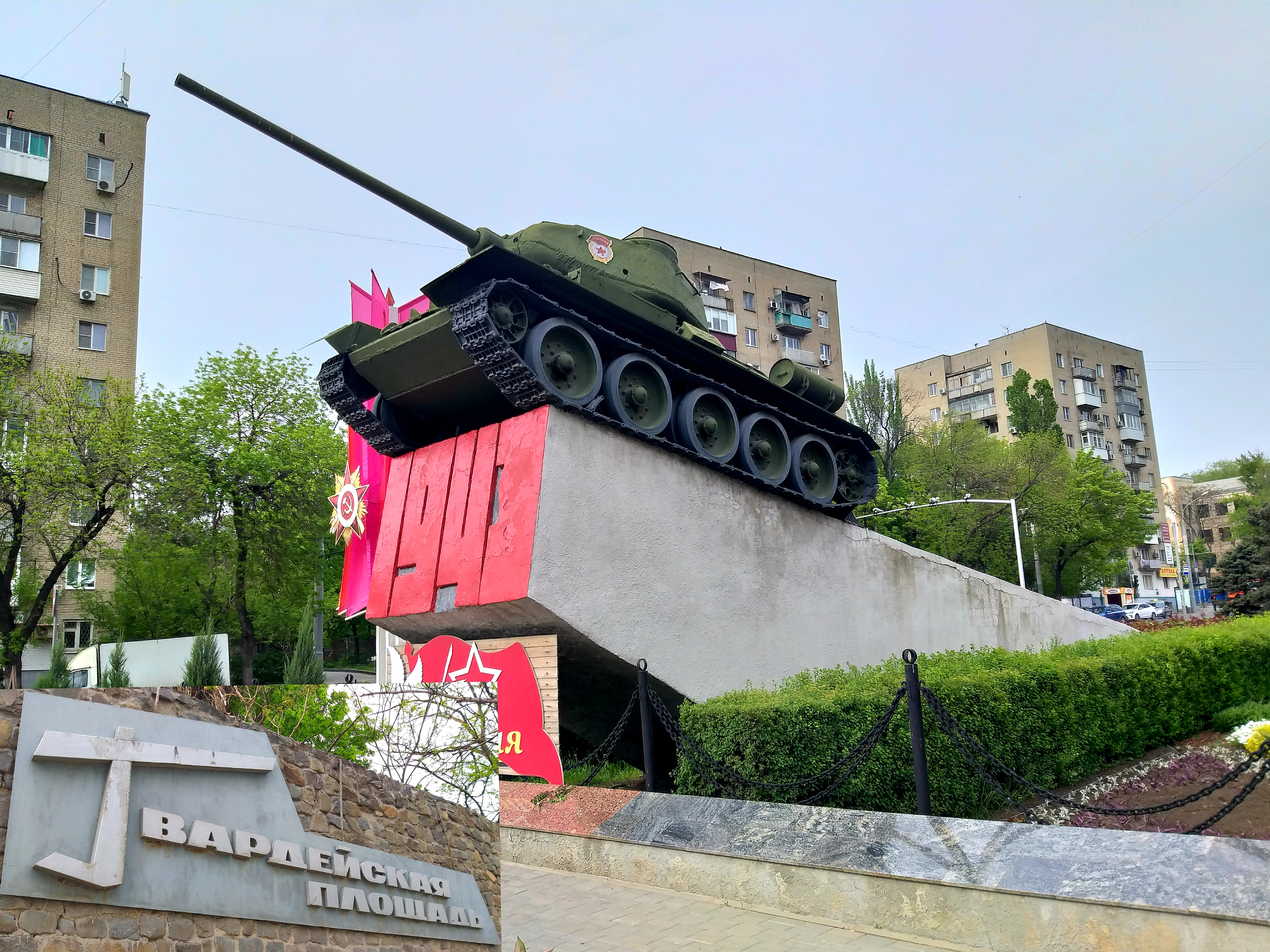
Гвардейская площадь, 2019 год
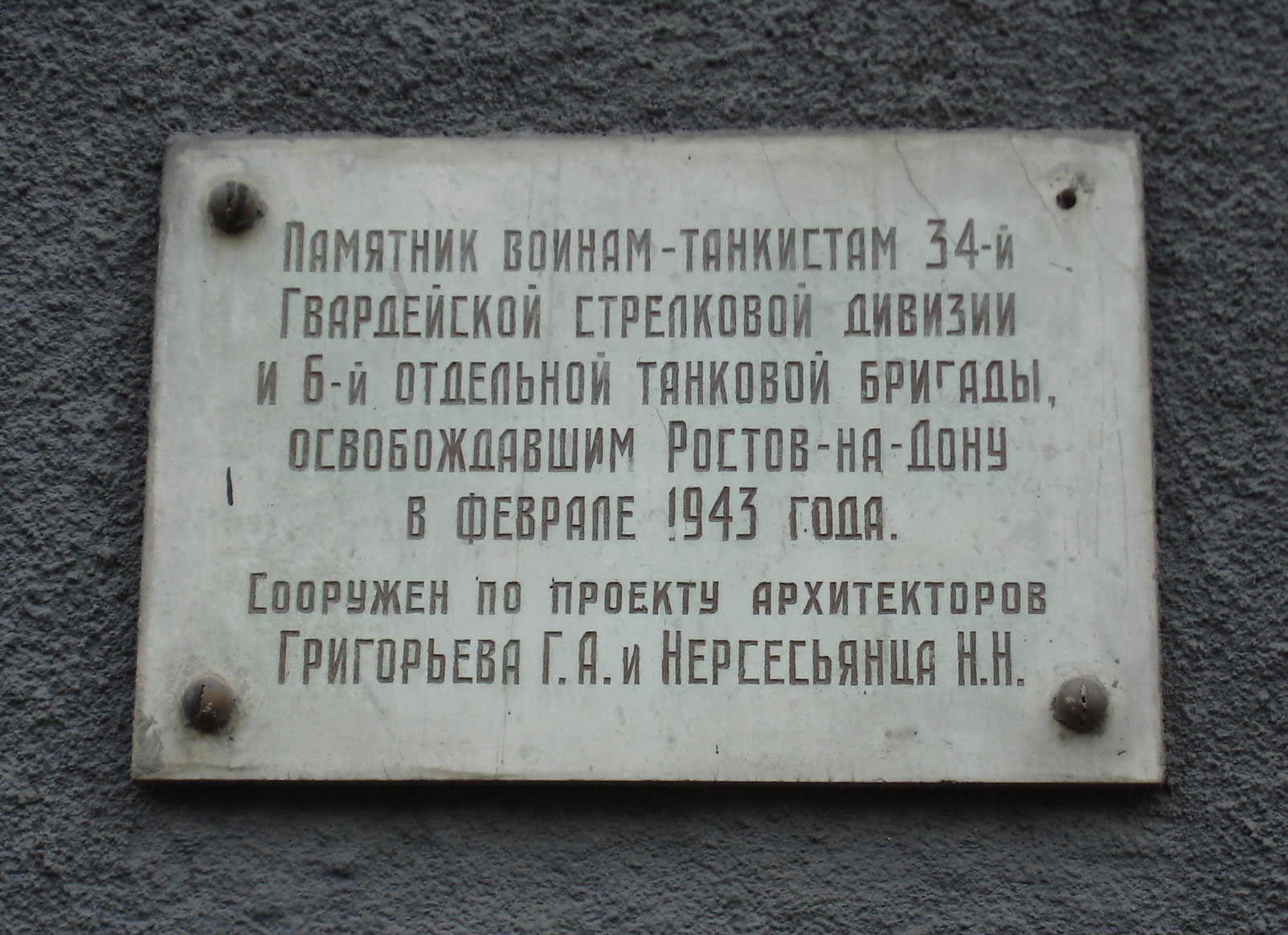
Мемориальная табличка на памятнике